# Hatzfeld (Eder)
Hatzfeld (Eder) – miasto w Niemczech, w kraju związkowym Hesja, w rejencji Kassel, w powiecie Waldeck-Frankenberg, nad rzeką Eder.